# 島津光久
島津 光久（しまづ  みつひさ）は、江戸時代前期の外様大名。島津氏19代当主。薩摩藩の第2代藩主。初代藩主・島津家久（忠恒）の子、島津義久の玄孫にあたる。

## 生涯
元和2年（1616年）6月2日、初代藩主・島津家久の次男として鹿児島に生まれる。寛永元年（1624年）に江戸幕府の命により人質となり江戸に移住したが、これは大名の妻子を江戸に定住させる政策（参勤交代の一環）の先駆けとなったと言われている。寛永8年（1631年）4月1日、将軍・徳川家光から、松平の名字と偏諱（「光」の一字）を与えられ、初名の忠元（ただもと）から光久（「松平薩摩守光久」）に改名。寛永14年（1637年）、島原の乱が勃発した際、父・家久が病気になったために代わりに参陣するよう命じられ、初めて帰国の許可が下りる。この直後に家久が死んだため、実際には島原の乱に参加することはなかった。
内政では、財政の立て直しのため家老の島津久通に命じて、寛永17年（1640年）に長野（現在の鹿児島県薩摩郡さつま町永野）に金山を開発する。しかし、幕府の妨害により寛永20年（1643年）には早くも操業を停止させられるなど苦難の連続で、金山の再開発が始まるのは明暦2年（1656年）であった。光久の治世は、幕府の鎖国政策によりそれまで依存していた海外貿易に収入の期待ができなくなったことから、この金山開発の他、新田開発、洪水対策など、産業振興による収入源の確保が基本政策となった。
また、光久の藩主就任直後は家中が安定せず、分家・新城島津家当主で妹婿の島津久章を自害に追い込んだり、父・家久お気に入りの家老であった島津久慶を閑職に追放し、その死後には彼の名前を系図からも削除して記録からも抹殺しようとした事件もあった。
また父の代より始まった飫肥藩との牛の峠境界論争は延宝3年（1675年）に幕府の裁決により、飫肥藩側勝訴・薩摩藩側敗訴の決着の上で両藩の境界が確定、決着している。
その後、光久の長命もあって貞享4年（1687年）隠居して孫・綱貴に家督を譲るまで50年も薩摩藩を支配した。38人もの子女に恵まれた艶福家でもあるが、その母親の大半が記録には「家女房」とだけ書かれ、素性不明である。これは他の当主と比べても異常で、非常に奇異とされている。
鹿児島県の名勝・仙巌園はこの光久の命によって築かれたものである。また鹿児島の夏の風物詩である六月灯も光久が始めた行事と言われる。練り羊羹に必要な寒天の発明にも関わったと言われる。

## 系譜
- 父：島津家久（1576-1638）
- 母：島津忠清（島津仲家祖、薩州家島津義虎の三男、島津義久の外孫）の娘
- 養母：島津亀寿（1571-1630） - 義久の三女[6]
- 正室：曹源院殿 - 伊勢貞豊の娘、島津家家老・伊勢貞昌の孫娘[7]
  - 長男：島津綱久（1632-1673） - 薩摩藩世子
  - 長女：於満[8]（1634-1652） - 島津久雄（佐土原藩3代藩主）室、徳雲院
- 継室：陽和院殿 - 平松時庸の養女、交野時貞の娘[9]
- 側室：和泉忠参の姉[10]
- 側室：新納忠頼の娘
  - 四女：於虎[8]（1655-1682） - 島津久竹（日置島津家）室
  - 五女：於亀[8]（1657-1731） - 入来院重治室
  - 九女：虎鶴[8]（1663-1682） - 島津久文（島津内記家）室
- 側室：松沢八右衛門の娘
  - 次女：於辰[8]（1640-1690） - 島津久治（垂水島津家）室
  - 次男：北郷久定（1644-1662） - 北郷久直の後嗣
- 側室：黒田頼清の娘
  - 三女：於西[8]（1642-1693） - 島津久薫（加治木島津家）室
- 側室：救仁郷頼重の娘
  - 四男：島津久岑（1650-1668） - 島津久近（佐志島津家[11]）の後嗣
- 側室：津留正将の娘
  - 六男：島津久侶（1655-1697） - 島津忠清（新城島津家）の後嗣
- 側室：玉利重親の娘
  - 八男：島津忠智（1657-1727） - 島津忠清（新城島津家）の後嗣のちに島津忠長（都城島津家）の後嗣
  - 十四女：安千代[8]（1669-1696） - 肝付兼柄（喜入肝付氏）室
- 側室：有馬純実の娘
  - 八女：於長[8]（1661-1739） - 島津久洪（宮之城島津家）室
- 側室：塩田国実の娘
  - 十四男：桂久祐（1665-1711） - 桂久澄の養子
- 側室：岩山直朝の妹
  - 十女：於鶴[8]（1666-1711） - 織田信盛（上野小幡藩世子）室、陽和院殿の養女
- 側室：味方正信の娘
  - 十五男：畠山基明（1666-1746） - 阿多忠栄の後嗣
- 津田氏の娘[10]
  - 十五女：袈裟千代[8]（1670-1748） - 種子島伊時継室、和泉忠参姉の養女
- 家女房（姓名不詳）[注釈 2]
  - 三男：島津忠長（1645-1670） - 喜入亀二郎丸の後嗣のちに北郷久定の後嗣
  - 五男：島津久達（1651-1719） - 伊勢貞衡（旗本寄合）の養子のちに佐多久利の後嗣
  - 七男：鎌田正長（1656-1683） - 鎌田正勝の養子
  - 九男：喜入久亮[12]（1658-1722） - 喜入忠長の後嗣
  - 十男：島津久明（1659-1717） - 島津大蔵家祖
  - 六女：万鶴[8]（1661-1734） - 北郷忠昭（平佐北郷家）室
  - 七女：千亀[8]（1661-1722） - 伊勢貞顕室
  - 十一男：島津久当[13]（1661-1729） - 島津久岑（佐志島津家）の後嗣
  - 十二男：外記（1665-1682） - 夭折
  - 十三男：島津久記[14]（1665-1733） - 島津頼母家祖
  - 十一女：千代鶴[8]（1666-1684） - 桂忠厚（桂外記家）室
  - 十二女：千代松[8]（1667-1687） - 種子島伊時初室
  - 十三女：鶴千代[8]（1668-1733） - 頴娃久明室のち離別
  - 十六男：入来院重矩（1672-1735） - 入来院規重の養子
  - 十七男：島津久房[14]（1673-1732） - 島津求馬家祖、島津重年の外祖父
  - 十六女：松鶴[8]（1673-1744） - 島津久輔（市成島津家）室のち離別
  - 十七女：亀松[8]（1674-1694） - 島津忠伴（島津助之丞家）室
  - 十八男：島津久雄（1680-1747） - 島津久侶（新城島津家）の養子
  - 十八女：亀千代[8]（1680-1682） - 夭折
  - 十九女：徳鶴[8]（1683-1725） - 北郷久嘉（平佐北郷家）室
  - 十九男：税所久皎[15]（1687-1741） - 高橋種周の養子のちに辞し税所氏を冒す
- 養子
  - 養女：島津久雄継室 - 実父：島津久茂（島津内記家）